# Federazione Italiana Gioco Bridge
La Federazione Italiana Gioco Bridge (in sigla FIGB) è una disciplina associata associata al CONI che gestisce l'attività agonistica del gioco del bridge.

## Storia
Fu fondata nel 1937 con il nome di "Associazione Italiana Ponte" da 8 appassionati del gioco (Piero Acchiappati, Paolo Baroni, Adolfo Giannuzzi, Raoul Morpurgo, Enzo Pontremoli, Federico Rosa, Giano Vedovelli, Ciro Verratti), è stata riconosciuta dal CONI nel 1993. Si occupa del coordinamento dell'attività delle diverse società affiliate attraverso la rete dei Comitati regionali, dell'organizzazione dei diversi tornei in ambito nazionale e della partecipazione delle rappresentative nazionali alle competizioni internazionali.
La federazione ha sede a Milano, in via Giorgio Washington 33.

## Consiglio federale
Il Consiglio federale è stato eletto in data 25 febbraio 2017 e resterà in carica per 4 anni.
- Presidente: Francesco Ferlazzo Natoli
- Vicepresidente vicario: Ezio Fornaciari
- Vicepresidenti: Stefano Back, Gino Ulivagnoli
- Consiglieri: Alvise Ferri, Elisabetta Maccioni, Pierfrancesco Parolaro, Alessandro Piana, Luigina Gentili, Enrico Penna, Patrizia Azzoni

- Segretario generale: Gianluca Frola

## Presidenti
- Giuseppe Baslini (1947-1948)
- Mario Salani (1949)
- Giulio Balestrini (1950-1951)
- Antonio Dussoni (1951-1952)
- Carlalberto Perroux (1952-1967)
- Edoardo Ramella (1967-1970)
- Luigi Firpo (1970-1978)
- Guido Barbone (1978-1986)
- Gianarrigo Rona (1986-2009)
- Giuseppe Tamburi (2009-2011)
- Giovanni Medugno (2012-2017)